# A Promised Rose Garden
A Promised Rose Garden (deutsch Ein versprochener Rosengarten) ist der Abschlussfilm des Kameramanns Max Hüttermann aus dem Jahr 2013. Regie führte Lisa Violetta Gaß. Die Produktion übernahm Felix von Boehm (Lupa Film). Der Film entstand in Kooperation mit der FH Dortmund. Der Film wurde 2014 mit dem »Exberliner Film Award«, der »einen herausragenden Film, der die Interkulturalität Berlins fördert«, auszeichnet.

## Handlung
Das junge vietnamesische Paar Bien und Thien ist illegal nach Berlin gekommen. Für Arbeit und die scheinbare Sicherheit sind sie bereit, ein Leben in völliger Unterwürfigkeit zu führen. Sie sind bei ihren älteren Verwandten Nga und Nam untergetaucht und müssen nun für diese arbeiten. Während Thien gezwungen wird, für Nam auf der Straße illegale Zigaretten zu verkaufen, kümmert sich Bien um den Haushalt der von Heimweh aufgewühlten Nga. Ngas immer wiederkehrenden heftigen Ausbrüche und bedrohlichen Revierstreitigkeiten zwischen den Zigarettenhändlern erschweren das Leben der beiden jungen Vietnamesen Tag für Tag. Als sie heimlich versuchen sich eine eigene Existenzgrundlage zu erwirtschaften – führt dies zur unvermeidlichen Eskalation zwischen den beiden Paaren.

## Festivalteilnahmen

### Deutschland
- 2014: Wendland Shorts[2] (Wettbewerbsteilnahme)
- 2014: Filmfestival Max-Ophüls-Preis[3] (Wettbewerbsteilnahme Mittellanger Film)
- 2014: 10. achtung berlin - new berlin film award - das Filmfestival für neues deutsches Kino aus Berlin[4] (Wettbewerbsteilnahme Mittellanger Film + Nominierung Exberliner Film Award)
- 2014: screening_014, Koblenz[5]
- 2014: Exground Film Festival 2014[6]
- 2014: Filmtage Hückelhoven 2014[7]
- 2014: Berlin Art Film Festival[8]
- 2014: Tag des Kurzfilms, Kino im Museum Ludwig Köln

### International
- 2014: 3rd Kolkata Shorts International Film Festival[9]  (Wettbewerbsteilnahme)
- 2014: The Golden Orchid Int’l Animation Film Festival 2014[10]  (Wettbewerbsteilnahme)
- 2014: 23th Euroshorts 2014[11] (Wettbewerbsteilnahme)
- 2014: Mumbai Women’s Int’l Film Festival 2014[12]  (Wettbewerbsteilnahme)
- 2014: 16th Madurai International Documentary and Short Film Festival[13]  (Wettbewerbsteilnahme)
- 2015: 7th Jaipur Int’l Film Festival 2015[14]  (Wettbewerbsteilnahme)

## Auszeichnungen
- 2014: Best Student Film Award -3rd Kolkate Shorts International Film festival[15]
- 2014: Goldener Storch - Wendland Shorts[16]
- 2014: »The Exberliner Film Award« - 10. achtung berlin - new berlin film award - das Filmfestival für neues deutsches Kino aus Berlin[17]

## Produktion
Der Film wurde komplett in vietnamesischer Sprache in Berlin gedreht. Der Cast besteht vorwiegend aus Laiendarstellern. A Promised Rose Garden wurde von der Film- und Medienstiftung NRW gefördert.